# Ronny Weller
Ronny Weller (Oelsnitz, 22 luglio 1969) è un ex sollevatore tedesco campione olimpico, mondiale ed europeo che ha gareggiato per la Germania Est e successivamente per la Germania.

## Carriera
Durante gli anni '90, è stato campione del mondo nel 1993 e tre volte medaglia d'argento mondiale, e ha stabilito sei record mondiali nel corso della sua carriera, tutti nella categoria dei pesi supermassimi (oltre 108 / 105 kg.), di cui tre nello strappo, uno nello slancio e due nel totale.
Ha partecipato ai Giochi Olimpici in cinque edizioni, vincendo quattro medaglie, un oro a Barcellona 1992 nei pesi massimi, due argenti a Atlanta 1996 e Sydney 2000 nei pesi supermassimi ed un bronzo a Seul 1988 nei pesi massimi, quest'ultima medaglia in rappresentanza della Germania Est.
Alle Olimpiadi di Atene 2004 dovette ritirarsi dalla competizione a causa di un infortunio che subì durante la prova di strappo.
Weller, insieme al collega tedesco orientale Ingo Steinhöfel e all'ungherese Imre Földi, sono gli unici sollevatori di pesi ad aver preso parte a cinque edizioni dei Giochi Olimpici.
Ai campionati europei di sollevamento pesi ha vinto due medaglie d'oro, tre medaglie d'argento e due medaglie di bronzo.